# 食物谷菌科
食物谷菌科（学名：Victivallaceae）為食物谷菌目的一科细菌。此科的模式属为食物谷菌属(Victivallis)。

## 属
本科只有食物谷菌属一属，包括以下菌种：
- Victivallis lenta Wylensek et al. 2021[1]
- Victivallis vadensis Zoetendal et al., 2003